# Готенхаус
Готенхаус (фр. Gottenhouse) насеље је и општина у источној Француској у региону Алзас, у департману Доња Рајна која припада префектури Саверн.
По подацима из 2011. године у општини је живело 389 становника, а густина насељености је износила 311,2 становника/km². Општина се простире на површини од 1,25 km². Налази се на средњој надморској висини од 230 метара (максималној 240 m, а минималној 191 m).

## Демографија
| 1962. | 1968. | 1975. | 1982. | 1990. | 1999. | 2011. |
| ----- | ----- | ----- | ----- | ----- | ----- | ----- |
| 188   | 208   | 218   | 285   | 313   | 352   | 389   |

График промене броја становника у току последњих година